# Centre Regionalista de Mallorca (1898)
|  | No s'ha de confondre amb Centre Regionalista de Mallorca. |

El Centre Regionalista de Mallorca fou la primera organització política regionalista creada a Mallorca com reacció a les tendències centralitzadores de l'estat espanyol arran de la guerra hispano-estatunidenca. Fou fundada per Lluís Martí en l'abril de 1898, com a escissió del Partit d'Unió Republicana. El 1900 fou dissolta al tornar-se a integrar a la Unió Republicana, després que acceptessin part dels principis nacionalistes que defensava el Centre Regionalista.
En les eleccions de maig del 1899 a l'Ajuntament de Palma, Lluís Martí fou elegit regidor gràcies a una coalicció republicana convertint, per tant, la primera proposta política del nacionalisme illenc.
Propugnava la descentralització de l'Estat, la regeneració de Mallorca, la promoció del català i la solidaritat amb Catalunya i València. El març de 1899, els seus membres més moderats donaren suport als projectes descentralitzadors del govern conservador de Silvela-Polavieja i demanaren l'extensió a les Balears dels avantatges d'aquests projectes, però els més radicals exigien una estat federal i un pacte de concerts econòmics amb l'estat d'igual a igual.